# Little Big Soldier
Little Big Soldier (Mandarijn: Da Bing Xiao Jiang) is een Chinese film uit 2010, geregisseerd door Ding Sheng en geproduceerd en geschreven door Jackie Chan met in de hoofdrollen Jackie Chan en Leehom Wang.

## Plot
Een oude soldaat (Chan) ontvoert een jonge generaal om een beloning te innen. Tijdens hun lange reis zijn ze genoodzaakt samen te werken.

## Rolverdeling
| Acteur       | Personage      |
| ------------ | -------------- |
| Jackie Chan  | Big Soldier    |
| Leehom Wang  | Little General |
| Yu Rongguang | Generaal Yu    |
| Ken Lo       | Bewaker Yong   |
| Lin Peng     | Zangeres       |